# Киасашвили, Иван Давидович
Ива́н Дави́дович Киасашви́ли (4 ноября 1946 года, Норильск — 7 ноября 2001 года) — советский и российский кинорежиссёр и сценарист.

## Биография
Иван Киасашвили родился 4 ноября 1946 года в Норильске. Отец, Давид Иванович Киасашвили (1901—1964), был членом Центрального Комитета партии меньшевиков Грузии; подвергался репрессиям и вскоре был амнистирован.
В 1968 году окончил физический факультет МГУ, а в 1976 году — режиссёрский факультет ВГИКа (мастерская А. Столпера).
Снимал как фильмы, так и сюжеты для таких киножурналов, как «Фитиль» и «Ералаш». В конце 1990-х — начале 2000-х годов писал сценарии для телепередачи телеканала «НТВ» «Куклы» поочерёдно с Виктором Шендеровичем.
Умер 7 ноября 2001 года, покончив жизнь самоубийством. Похоронен в Москве 10 ноября того же года на Перловском кладбище рядом с могилой родителей.

## Фильмография

### Режиссёр
- 1980 — Дамы приглашают кавалеров
- 1982 — Кафедра
- 1983 — Привет с фронта
- 1986 — Попутчик
- 1988 — Окно

### Сценарист
- 1970 — Убийца в чулке (любительский фильм)
- 1980 — История одного подзатыльника
- 1986 — Попутчик
- 1988 — Окно
- 1998 — Не послать ли нам… гонца? (совместно с В. Чиковым)
- 2002 — Казус Белли

### Режиссёр сюжетов для киножурнала «Ералаш»
- 1978 — Выпуск № 18, эпизод 1 (сюжет «Трус не играет в хоккей») — автор сценария, режиссёр
- 1979 — Выпуск № 22, эпизод 1 (сюжет «Что наша жизнь — игра!») — автор сценария, режиссёр
- 1982 — Выпуск № 34, эпизод 1 (сюжет «К сожалению, день рождения…») — автор сценария, режиссёр (в титрах — В. Киасашвили)
- 1984 — Выпуск № 45, эпизод 1 (сюжет «Букашка с бумажкой») — автор сценария, режиссёр
- 1984 — Выпуск № 47, эпизод 3 (сюжет «Мы едем, едем, едем…») — режиссёр
- 1985 — Выпуск № 52, эпизод 3 (сюжет «Просто жуть!») — автор сценария, режиссёр
- 1986 — Выпуск № 56, эпизод 1 (сюжет «Полный атас») — автор сценария, режиссёр
- 1990 — Выпуск № 82, эпизод 3 (сюжет «Патриот») — автор сценария, режиссёр
- 1991 — Выпуск № 84, эпизод 2 (сюжет «Детям до 16-ти…») — режиссёр

### Автор сценариев к сюжетам для киножурнала «Ералаш»
- 1981 — Выпуск № 27, эпизод 2 (сюжет «Вовка — добрая душа») — автор сценария
- 1997 — Выпуск № 121, эпизод 1 (сюжет «Бумеранг») — автор сценария

### Режиссёр сюжетов для киножурнала «Фитиль»
- 1978 — Выпуск № 189, эпизод 4 (сюжет «Покушение на авторитет») — режиссёр
- 1978 — Выпуск № 198, эпизод 2 (сюжет «Обмен опытом») — режиссёр
- 1979 — Выпуск № 207, эпизод 3 (сюжет «Пена») — режиссёр
- 1981 — Выпуск № 229, эпизод 3 (сюжет «Генеральная репетиция») — режиссёр
- 1982 — Выпуск № 238, эпизод 4 (сюжет «Ферменное самообслуживание») — режиссёр
- 1982 — Выпуск № 245, эпизод 2 (сюжет «Опасная профессия») — режиссёр
- 1983 — Выпуск № 259, эпизод 1 (сюжет «Ребус») — режиссёр
- 1985 — Выпуск № 259, эпизод 4 (сюжет «Цена улыбки») — автор сценария, режиссёр
- 1987 — Выпуск № 307, эпизод 3 (сюжет «Врача вызывали?») — режиссёр
- 1988 — Выпуск № 311, эпизод 4 (сюжет «Рискованный эксперимент» — автор сценария, режиссёр

### Автор сценариев к сюжетам для киножурнала «Фитиль»
- 1987 — Выпуск № 299, эпизод 3 (сюжет «Пальцем в небо») — автор сценария